# Stockholms Studenters IF
SSIF (Stockholms Studenters IF) är en svensk idrottsförening i Stockholm, bildad 1937. Föreningen har en bred idrottslig verksamhet och erbjuder ledarledda kurser inom ett tjugotal sporter. De största sektionerna är för närvarande gymnastik och volleyboll, men föreningen har även ett långtgående engagemang inom bland annat simhopp och fäktning. En stor del av verksamheten bedrivs i Frescatihallen vid Stockholms universitets campus i Frescati. Föreningens verksamheter är öppen för alla men har av tradition erbjudit förmånliga rabatter till studenter vid Stockholms Universitet. Ordförande för SSIF är Lukas Berglund
Föreningen bedriver verksamhet inom:
- Akrobatik
- Basket
- Badminton
- Beachvolleyboll
- Bordtennis
- Dans
- Fotboll
- Fäktning
- Innebandy
- Kickboxning
- Längdskidor
- Löpning
- Orientering
- Simhopp
- Simning
- Skridskor
- Tennis
- Volleyboll
- Yoga